# Adobe PageMaker
PageMaker es una aplicación informática de composición de páginas creada por Aldus Corporation en 1985.Desde 1994 pertenece a Adobe.

## Historia

### El pionero
La primera versión de PageMaker (PM), en combinación con la impresora LaserWriter, el lenguaje de descripción de página PostScript y el ordenador personal Apple Macintosh, inauguró la era de la autoedición, que revolucionaría los procesos de preimpresión en las artes gráficas. 
Entre los motivos de su excelente acogida se encontraban, para los talleres de impresión, su capacidad para reproducir documentos en impresoras y filmadoras PostScript de alta resolución; y, para los creadores de los contenidos, su innovadora interfaz gráfica. Disponía además de un conjunto de funciones que hasta entonces eran impensables para un usuario doméstico o un pequeño taller de maquetación:
- herramientas de dibujo
- importación de texto y de gráficos
- sofisticado control tipográfico
- posibilidad de arrastrar y soltar en cualquier lugar de la página

El nuevo paradigma propició, asimismo, el florecimiento de sectores de actividad nuevos en el ramo, como los relacionados con los servicios editoriales o las agencias de diseño, y reactivó otros, como el de la tipografía digital.
Aldus fue también pionera (1986) en adaptar este mismo concepto de edición de escritorio al entorno IBM-PC/MS-DOS, junto con Ventura Publisher. Ese mismo año ganó el SPA Excellence in Software Award al Mejor Uso del Ordenador.

### Dura competencia
Con la llegada de QuarkXPress en 1987 se entabló una dura rivalidad para conquistar el escritorio de los diseñadores. En esa pugna, a pesar de que el producto siguió evolucionando, Aldus perdía cuota de mercado año tras año en favor de Quark Inc, que a principios de la década de 1990 encumbró su único producto a la categoría de estándar de facto de la maquetación digital.

### Adobe entra en escena
En 1994, Adobe adquirió Aldus, y con ella se trajo no solo al software PageMaker sino también al equipo de ingenieros que había venido trabajando en un proyecto nuevo destinado a sustituirlo: Shuksan, el nombre en clave de lo que a la postre sería el embrión de InDesign.
Adobe ha publicado desde entonces tres revisiones: PageMaker 6, PageMaker 6.5 y PageMaker 7, publicada el 9 de julio de 2001.

### El declive
Tres episodios vinieron a certificar el adiós definitivo a PageMaker:
- En enero de 2004 Adobe confirmó[6] el fin de su ciclo de desarrollo,[7] aunque mantenía su comercialización y su compromiso de soporte a los usuarios.[8]

- Justo dos años después, en 2006, Apple puso a la venta el primer Mac con procesador Intel. La aplicación aún podía ejecutarse a duras penas en el modo emulación Classic. Pero en octubre de 2007, con la llegada de Mac OS X 10.5 (Leopard), esta posibilidad también desapareció.

- El 30 de noviembre de 2006 Microsoft lanzó oficialmente Windows Vista, cuya arquitectura era incompatible con aplicaciones no adaptadas específicamente para ese entorno.